# Parafia Matki Bożej Królowej Polski w Markach-Pustelniku
Parafia pw. Matki Bożej Królowej Polski w Markach – parafia rzymskokatolicka należąca do dekanatu zielonkowskiego, diecezji warszawsko-praskiej, metropolii warszawskiej. 
Parafia została erygowana w 1983. Jest obsługiwana przez księży diecezjalnych. Obejmuje dzielnicę Marek – Pustelnik. Kościół parafialny zbudowany w 1985 roku. Mieści się przy ulicy Jutrzenki.